# 何琦
何琦（280年代—360年代），字萬倫，是晉朝司空何充的堂哥，後將軍何龕之孫，淮南國內史何阜之子。何琦十四歲時父親去世，當時何琦居住在宣城郡陽穀縣，後擔任郡主簿，察孝廉後，擔任郎中、宣城郡涇縣令。
何琦在母親去世丁憂後不再出來做官，司空陸玩、太尉桓溫及時任撫軍將軍司马昱等多次征召何琦，何琦都一一拒絕。升平元年（357年）舉薦族女何法倪為皇后，後撫育365年出生卻年幼喪父的王弘之。何琦去世時享年82歲。
何琦著有《三國評論》等百餘篇著作。

## 延伸阅读
[在维基数据编辑]
 《晉書·卷088》，出自房玄齡《晉書》